# جورجیو توین‌فورت
جورجیو توین‌فورت (انگلیسی: Giorgio Tuinfort؛ زادهٔ ۳۰ آوریل ۱۹۸۱) آهنگساز، تهیه‌کننده موسیقی، نوازنده پیانو، و خواننده زاده پاراماریبو، سورینام  است.
او در طول حرفه خود با هنرمندانی مانند مایکل جکسون، سیا، ریانا، لیدی گاگا، ویتنی هیوستون و لایونل ریچی همکاری داشته است.